# Polskie transkrypcje języka chińskiego
Polskie transkrypcje języka chińskiego – szereg transkrypcji języka chińskiego na alfabet łaciński opracowanych przez polskich autorów z myślą o użytkownikach języka polskiego, w sposób najbardziej zbliżony do polskiej ortografii oraz oryginalnej wymowy. W przeciwieństwie do transkrypcji zachodnich, żadna z nich nie uzyskała statusu uniwersalnej, dlatego w ostatnich latach polscy wydawcy coraz częściej stosują spopularyzowaną przez chińskie władze oficjalną transkrypcję hanyu pinyin. Brak transkrypcji uniwersalnej sprawia, że w polskim piśmiennictwie nie istnieje pisownia ujednolicona nazw chińskich, co utrudnia osobom nieobeznanym z tą problematyką np. porównywanie różnych źródeł.
Ze względu na niewielką skalę badań sinologicznych w Polsce, pozostałe transkrypcje były często arbitralnymi spolszczeniami zagranicznych systemów pisowni stosowanych w językach angielskim, rosyjskim, niemieckim czy francuskim, czasem stosowanymi tylko przez jednego autora. Za najważniejsze – bo najpopularniejsze – z polskich systemów można uznać całą rodzinę transkrypcji opartą na francuskim systemie EFEO – tzw. transkrypcje K.R.J. i transkrypcję PAU z okresu międzywojnia oraz transkrypcję PWN (1962) w okresie powojennym.
O ile w Europie zachodniej systemy transkrypcyjne pisma chińskiego zaczęły być systematyzowane już na przełomie XIX i XX wieku, to w Polsce – ze względu na brak szerszej styczności z Chinami i z przyczyn braku państwowości – zaczęto takie próby podejmować dopiero na przełomie lat 20. i 30. Rozwój polskiej sinologii został następnie zahamowany przez II wojnę światową i prace nad polskimi transkrypcjami ruszyły ponownie w latach 50.

## Problemy z opracowaniem polskiej transkrypcji
Wszystkie transkrypcje obciążone są problemami fonologicznymi, wynikającymi z różnic pomiędzy językiem polskim a chińskimi. Do najważniejszych problemów należą:

### Wybór języka/dialektu chińskiego będącego podstawą transkrypcji
Języki chińskie to bogata i zróżnicowana grupa. Niektóre z nich doczekały się własnych systemów transkrypcyjnych (np. Pe̍h-ōe-jī czy Jyutping), niemniej w centrum zainteresowania zachodnich uczonych był zawsze język stolicy, którym posługiwała się klasa rządząca Chinami. Przed II wojną światową większość autorów zadowalała się stwierdzeniem, że podstawą transkrypcji jest „dialekt pekiński”.
Po utworzeniu ChRL zaczęto jednak opracowywać oficjalny standardowy język mandaryński, który różni się od dialektu pekińskiego słownictwem, a także odstępowaniem od wszechobecnego „r” w wygłosie (z tego powodu dialekt pekiński jest nazywany erhua – mowa „er”). Warto zauważyć, że taka urzędowa centralizacja języka pełni w ChRL funkcję polityczną – jednoczy kraj, niwelując regionalizmy i tendencje odśrodkowe.
W przypadku starszych transkrypcji problemem okazują się także zmiany ewolucyjne w języku, polegające m.in. na upodobnieniu się hi do ś (np. Naxi zamiast Nahi) czy ki do dź (Beijing zamiast Peking). System EFEO notuje te różnice, których pozostałości widoczne były jeszcze u schyłku XIX wieku. Dlatego polskie transkrypcje oparte na EFEO są historyzujące.

### Notacja głosek niewystępujących w języku polskim
Pośród nich najważniejsze to:
- pinyin: ü, IPA: y – najbliższe niemieckiemu „ü” i tak najczęściej zapisywane;
- pinyin: ng, IPA: ŋ – „n” tylnojęzykowe, np. „Huang”;
- pinyin: e, IPA: ɤ – gardłowe „e”, np. „Huang He” (dawniej: Huang Ho); w transkrypcji Jabłońskiego stosowano za Wadem-Gilesem zapis ê, który został usunięty dopiero przez M. Künstlera;
- pinyin: r, IPA: ʐ – retrofleksyjne (apikalno-postalweolarne) „ż”;

### Notacjaprzydechu
Przydech to lekkie „ch” (h bezdźwięczne) występujące po spółgłosce. Tworzy on całą kategorię spółgłosek przydechowych, które w polskim naturalnie nie występują, choć są łatwe do opanowania. Do tej pory polscy autorzy radzili sobie z tym problemem na następujące sposoby:
- użycie apostrofu, jak w transkrypcji EFEO, Jabłońskiego I czy Wade'a-Gilesa (np. „ts'in”, „p'u” itd.);
- dopisanie litery „h” lub dwuznaku „ch”, także pomniejszoną czcionką w górnym rejestrze, np. czhung, czchung;
- pominięcie przydechu, jak w transkrypcji PWN, co upraszcza zapis, ale w ten sposób np. różnica między „tsin” (wym. cin) a „ts'in” (ćchin) przestaje być widoczna;
- głoski przydechowe są oddawane poprzez litery oznaczające w językach europejskich głoski bezdźwięczne, a bezprzydechowe – poprzez litery oznaczające głoski dźwięczne. Np. „p” oznacza głoskę z przydechem, a „b” głoskę bez przydechu (coś pośredniego między polskimi „p” i „b”). Metoda ta występuje w transkrypcjach pinyin, Jaworskiego II, niemieckiej czy rosyjskiej,

### Notacjadyftongówitryftongów
W chińskim są wymawiane jako jedna sylaba, co jest nienaturalne dla użytkowników jęz. polskiego.
- Zapożyczone z transkrypcji zachodnich (angielskich i francuskich, także pinyin) stosowanie -ao zamiast -au jest źródłem błędnego czytania dwusylabowego nazwiska „Mao” jako ma-o, zamiast poprawnie jako mau.
- Podobnie zapis z półsamogłoskowym -u- przed samogłoską powoduje czytanie wielosylabowe, np. „Hua Kuo-feng” czytane jest hu-a ku-o feng, zamiast poprawnie „hła kło-fę”.
- Wreszcie sylaby z „-ui” należy wymawiać jak -łej, a nie jak są wymawiane popularnie: z -uj. Tego problemu Jaworski-Jabłoński uniknęli tylko w przypadku sylaby (pinyin:) „hui”, zapisując ją huei, ale tylko po to, by uniknąć wulgaryzmu (bo (pinyin:) „shui” zapisują już  szui).
- Mniejszy problem sprawia dwugłoska „-ou”, wymawiana jak oł.

### Używanie (anglosaskiego) „w” dla zapisu niesylabicznego „u-”
Występuje w nagłosie sylaby, czytanym przez Polaków jak ang. „v”, a nie jak ogólnopolskie „ł”. Przed „-u” można by je w ogóle pominąć, bo się go nie wymawia, tak jak pomija się niewymawiane (pinyin:) „y” przed „-i” (użycie tych znaków w pinyin ma charakter ortograficzny, nie ortofoniczny) i pisać „u-wei”, jak pisze się „i-king”. Co do użycia przed innymi samogłoskami, to można się nie przejmować, pamiętając, że np. w zapożyczeniach z chińskiego w wietnamskim ten dźwięk najczęściej przechodzi w „v”, i jak „v” oddają go zarówno Czesi, jak i Węgrzy czy nawet (bardzo fonetycznie zapisujący nazwy obce) Chorwaci.
Pinyin także wprowadza nieewidentne zapisy: „-ong” wymawiane jak ung, „-ian” i „yan” wymawiane jak „-jen” itp.

### Zapis tonów
Najczęściej są one pomijane we wszystkich transkrypcjach na świecie, poza bopomofo, tzw. pełnym pinyin (użycie systemu 4-5 znaków diakrytycznych, „akcentów”) oraz transkrypcją Gwoyeu Romatzyh (i tekstami specjalistycznymi, gdzie zapisuje się je albo przy pomocy cyfr 1-4, lub 0-4, lub 1-5 w górnym indeksie [np. system Wade'a i Gilesa, system Haenischa], albo przy pomocy systemu akcentów, innych niż w transkrypcji pinyin transkrypcja EFEO Vissière'a.

## Chronologiczny przegląd transkrypcji

### Prekursorska praca Michała Boyma (XVII wiek)

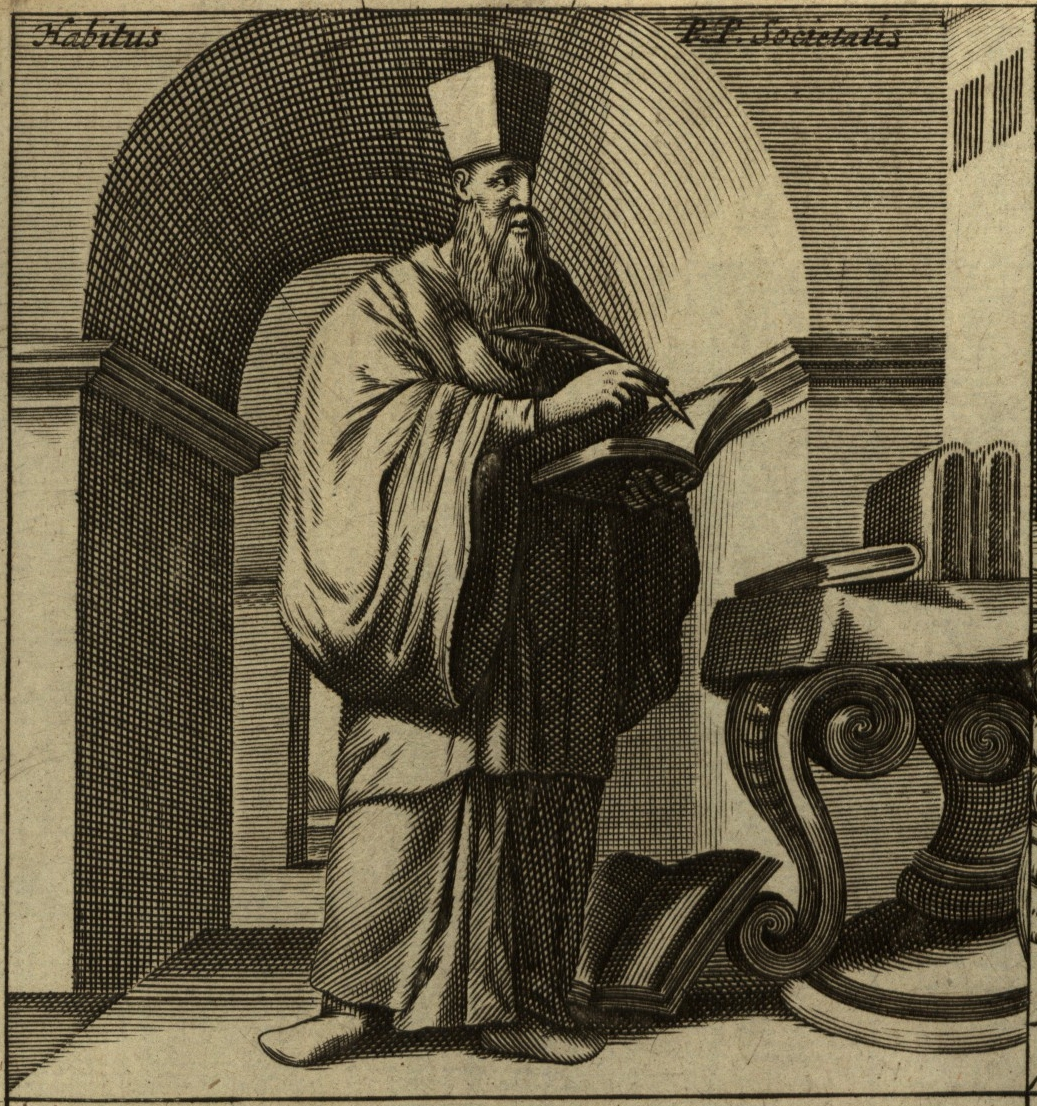
Michał Boym, (1612/14 – 1659)

Pierwsza transkrypcja pisma chińskiego w Europie pojawiła się w XVII wieku, a jej twórcą był jezuicki misjonarz Nicolas Trigault. Za prekursora transkrybowania pisma chińskiego wedle reguł polskiej ortografii można uznać współczesnego Trigault jezuickiego misjonarza Michała Boyma. W czasie pobytu w Chinach w XVII wieku m.in. przetłumaczył on na łacinę budzący wówczas wielkie kontrowersje napis na tzw. steli z Xi’anu, odchodząc od pionierskich zasad przyjętych przez Portugalczyków. Na przykład zamiast „x” i „ch” Boym stosował zbliżone brzmieniowo polskie dwuznaki „sz” i „cz”.

### Spolszczona transkrypcja rosyjska (XIX-XX wiek)
W czasach zaborów i w XX wieku niektórzy polscy autorzy, pogłębiając swoją wiedzę o Chinach, korzystali ze źródeł rosyjskich, w których w drugiej poł. XIX wieku upowszechniła się transkrypcja Palladiusza. Dlatego podając chińskie nazwy dla polskiego czytelnika, spolszczano rosyjską pisownię. Metodę tę stosował m.in. znany pisarz Wacław Sieroszewski, który w ten sposób – poprzez rosyjski – transkrybował w swojej twórczości także nazewnictwo z innych języków azjatyckich, np. koreańskiego. Np. w powieści Zamorski diabeł (1901) występuje jamyń (yamen), chun-chu-tza (hunhuzi), chuan-di (huangdi) itd.
Znakiem rozpoznawczym tej metody jest występowanie na końcu sylab litery „ń”, w polskiej ortografii zapisującej głoskę nieistniejącą w języku chińskim. Bierze się to stąd, że w systemie Palladiusza нь (n ze znakiem miękkim) jest używane do zapisu głoski n, podczas gdy н reprezentuje ng, czyli n tylnojęzykowe. Np. w ten sposób do języka polskiego trafiło słowo żeńszeń – od rosyjskiego „женьшень”. W transkrypcji pinyin jest ono zapisywane jako renshen i jest wymawiane z grubsza jako „żen-szen”.
Innym minusem rosyjskiej transkrypcji jest użycie „в” do zapisu dźwięku oddanego w pinyinie jako „w” i czytanego – z angielska – jako niezgłoskotwórcze „u”, obce językowi rosyjskiemu. Kompletnym nieporozumieniem było spolszczanie niektórych afrykat, jak np. „цз” na „cz”, które w rzeczywistości powinno być wymawiane jako „c” lub „dz”; albo „чж” na „czż” (wymowa: twarde – więc nieznane językowi rosyjskiemu – „cz” lub „dż”).

### Transkrypcja Richtera (1925)
Jedna z pierwszych systematycznych propozycji transkrybowania pisma chińskiego na język polski, wysunięta w t. II Rocznika Orjentalistycznego przez Bogdana Richtera. W artykule „W sprawie transkrypcji chińskiej” Richter porównywał systemy angielskie, francuskie, niemieckie i rosyjskie. Zwracał uwagę, że w Chinach istnieje wiele „narzeczy”, z których każde można zapisywać wedle różnych zwyczajów, np. włoskich, portugalskich itd. W efekcie ubolewał, że niemal każdy sinolog ma swój systemik, a między poszczególnymi metodami zachodzą ogromne rozbieżności.
Richter próbował pominąć dla celów transkrypcji zjawisko tonalności multiplikujące warianty zapisu spółgłosek w zachodnich systemach. Omawiając system Arendta, krytykował go za to, że każe odróżniać osiem rodzajów „e”: W praktyce taka transkrypcja jest absurdem, gdyż żadna pamięć nie utrwali tych wszystkich kropeczek i kreseczek, nie podlegających absolutnie żadnym prawidłom, w kilku tysiącach (co najmniej!) jednosylabówek.
Richter proponował, by „młoda polska sinologia” wypracowała sobie własny system, z którego mogliby również korzystać piszący o Chinach polscy geografowie, etnografowie, dyplomaci, publicyści, dziennikarze oraz tłumacze.
System przedstawiony przez niego w artykule był spolszczeniem popularnych zachodnich transkrypcji nie wymienionych z nazwy. Autor nie precyzował, który z chińskich dialektów ma być podstawą systemu. Do zapisu przydechu Richter proponował apostrof. Wyróżniał 6 samogłosek (a, e, i, o, u, ü) oraz 14 spółgłosek bezprzydechowych (f, b, k, l, m, n, ng, p, s, sz, cz, t, ts, w, y), co oznacza, że brakowało notacji m.in. dla głoski „ʐ” (pinyin: r). Nic również nie wspomina o zapisie tonów.
Witold Jabłoński (sinolog) krytykował i odrzucał powyższą próbę Richtera, tłumacząc, że autor jest tak zwięzły w swoich propozycjach, że nie rozwiązuje żadnych trudności. Niemniej w rozdziale o literaturze chińskiej w Wielkiej Literaturze Powszechnej Richter użył systemu podobnego, który Jabłoński uznał za podstawę swojej transkrypcji I.

### Transkrypcjaharbińska(1930)
Systematyczne spolszczenie transkrypcji rosyjskiej. Opracowana w 1930 r. przez Polskie Koło Akademickie badania Chin w Harbinie, któremu przewodniczył Aleksander Macedoński. Była używana m.in. w biuletynach koła dołączanych do wydawanego przez Polonię w Harbinie Tygodnika Polskiego. Transkrypcja ta była transliteracją transkrypcji rosyjskiej.

### Transkrypcje K.R.J. (1928-1931)
Rodzina trzech podobnych do siebie transkrypcji opartych na francuskim systemie EFEO oraz angielskich – Wade'a i Mateera. Rodzinę tę wyróżnił w swej pracy z 1934 r. Witold Jabłoński, który zaliczał ją do transkrypcji „francusko-angielskich”. Jabłoński uznał systemy Kotwicza, Richtera i Jaworskiego za dobry punkt wyjściowy dla proponowanej przez siebie transkrypcji I. Wybrał te systemy dlatego, że ich autorzy mieli bezpośrednią styczność z językiem chińskim. Do rodziny K.R.J. zaliczają się:
- Transkrypcja Władysława Kotwicza, opracowana na potrzeby Powszechnego Atlasu Geograficznego E. Romera, wyd. Lwów-Warszawa, 1928
- Transkrypcja Bogdana Richtera (1930), była ulepszeniem propozycji Richtera z 1925 roku i została użyta w rozdziale „Literatura chińska” w Wielkiej Literaturze Powszechnej, wyd. Trzaski, Everta i Michalskiego, 1930
- Transkrypcja Jana G. Jaworskiego, używana w rozdz. „Historja Chin” w Historii Powszechnej, wyd. Trzaski, Everta i Michalskiego, 1931

### Transkrypcje Jabłońskiego (1934)
Trzy systemy transkrypcyjne zaproponowane przez Witolda Jabłońskiego w jego pracy Polska transkrypcja języka chińskiego Rocznik Orientalistyczny, 1934). Było to systematyczne podejście do najważniejszych tendencji w ówczesnej polskiej sinologii.
- I. Poprawiona transkrypcja K.R.J. – dokonując krytycznej analizy trzech wcześniejszych transkrypcji, autor oparł się przede wszystkim na propozycjach swego przełożonego, J. Jaworskiego; miała służyć przede wszystkim dla celów popularyzatorskich, nie wykluczając użycia dla celów naukowych (filologicznych - sinologicznych); użycie apostrofu do zapisu przydechu; autor zostawiał wybór między „c” a „ts”, tłumacząc, że pierwszy zapis jest bardziej zbliżony do polskich przyzwyczajeń, za to drugi – do sinologicznej tradycji. O ile transkrypcje K., R. i J. opierały się głównie na transkrypcji francuskiej EFEO, Jabłoński dodał tu kilka rozwiązań z angielskiego systemu Wade’a.
- II. Poprawiona transkrypcja charbińska – propozycja wyłącznie dla celów popularnych; tak jak w systemie rosyjskim, niemieckim Lessinga oraz późniejszym hanyu pinyin, przydechowość/bezprzydechowość oddawana była poprzez użycie spółgłosek bezdźwięcznych/dźwięcznych. Zmiany w stosunku do oryginału polegały m.in. na wprowadzeniu litery „ü”.
- III. Transkrypcja sinologiczna – ściśle dla celów naukowych (językoznawczych - dla opracowań fonetyki); oparta na IPA

### Transkrypcja sinologiczna Jaworski-Jabłoński – PAU (1936)
W zasadzie tożsama z I transkrypcją Jabłońskiego (po wyborze opcji „międzynarodowej” ts' - ts zamiast „polskiej” c' - c). Opracowana w pierwszym w Polsce Zakładzie Sinologii, otwartym w 1933 na Uniwersytecie Warszawskim z inicjatywy jego kierownika (1933-1945) prof. Jana Godzimira Jaworskiego przez jego asystenta i następcę na stanowisku kierownika powojennej Katedry Sinologii (1945-1957), Witolda Jabłońskiego; następnie została oficjalnie uchwalona przez Polską Akademię Umiejętności w 1936. Dlatego popularnie zwana była „transkrypcją Jaworskiego-Jabłońskiego” lub „transkrypcją PAU”.
Transkrypcja ta po francuskim systemie EFEO odziedziczyła etymologiczne rozróżnienie k – ts,  k' – ts'  i h - s. Chodzi o głoski, które we współczesnych językach mandaryńskich uległy zmiękczeniu przed i lub ü (np. historyczna wymowa zachowała się w polskich słowach Pekin, Nankin dziś w hanyu pinyinie pisanych Beijing, Nanjing; podobnie Sinkiang – Xinjiang itd.). Z punktu widzenia współczesnej wymowy taki sposób zapisu jest zatem etymologiczny albo archaizujący, ale ułatwiał on studia sinologiczne. Różnice te przedstawiają się następująco:
- k- upodobniło się do ts- i jest wymawiane podobnie do ć- (pinyin: j-)
- k'- upodobniło się do ts'- i jest wymawiane podobnie do ć’- (ćch; pinyin: q-)
- h- upodobniło się do s- i jest wymawiane podobnie do ś- (pinyin: x-)

Transkrypcja ta była stosowana konsekwentnie przy przekładach i opracowaniach chińskiej klasyki dokonywanych przez pracowników Zakładu, tj. Prawdziwa księga południowego kwiatu Zhuangzi (1953), Pieśni z Cz'u Qu Yuana (1958), Antologia literatury chińskiej (1956), Dialogi konfucjańskie (1976) czy Zapiski historyka Sima Qiana (2000), a także przez inne osoby. (Choć nie stosowali jej niektórzy „dysydenci” (np. Krzysztof Gawlikowski, Nowa batalia o Konfucjusza, Wyd. MON, Warszawa 1976 i publikacje w czasopismach naukowych 1972-1979 – transkrypcja własna „spolszczony pinyin”; Marzenna Szlenk-Iliewa, Szy-cing. Księga pieśni, Wyd., Alfa, Warszawa 1995 – transkrypcja własna) oraz osoby niezwiązane z Zakładem Sinologii UW (Franciszek Tokarz i jego uczeń Tadeusz Margul – konsekwentnie transkrypcja Ericha Haenischa; Witold Rodziński – transkrypcja własna „spolszczony Wade-Giles”; Roman Malek – konsekwentnie oryginalna transkrypcja Wade'a-Gilesa).
Stosowali ją tacy uczeni, jak m.in. Janusz Chmielewski, Tadeusz Żbikowski, Aleksy Dębnicki oraz Mieczysław Jerzy Künstler. Ten ostatni lekko ją zmodyfikował (likwidując używanie litery „ê”), nie uznając tego jednak za odstępstwo od transkrypcji PAU i w takiej wersji ją stosował przez lata. Ostatecznie odstąpił od niej u schyłku życia na rzecz hanyu pinyin, choć uważał, że jest ona bliska naszym przyzwyczajeniom ortograficznym, dzięki czemu nazwy chińskie są odczytywane jako bliższe oryginału.
Historyczność zapisu zaczęła z czasem być postrzegana jako wada. Na przykład w przedmowie do tłumaczenia Zapisków historyka (wyd. 2000), Mieczysław Künstler zalecał, by k- i ts- czytać jak ć-, k'- i ts'- jak ć’- itd. Dlatego chociaż sam podkreślał, że transkrypcja ta to stosowany konsekwentnie element sinologicznej tradycji w Polsce, to w swojej pracy Dzieje kultury chińskiej porzucił ją na rzecz hanyu pinyin, tłumacząc, że chiński system porządkuje pisownię nazw, nazwisk i terminów chińskich we wszystkich krajach posługujących się alfabetem łacińskim. W pracach Künstlera można jednak zauważyć pewne, idące w stronę polskiego czytelnika modyfikacje pinyinu, m.in. świadome zastąpienie apostrofu dywizem (stąd Xi-an zamiast Xi’an) czy pozostawienie litery ü tam gdzie występuje ona w dawniejszych transkrypcjach (stąd zapisy typu Zhuanxü zamiast Zhuanxu).
Przy transkrypcji sinologicznej zwykle nie notowano tonów. Kiedy dwa podobne wyrazy wyglądały identycznie, odróżniano je przez duplikację głosek. Np. w przekładzie Zapisków historyka tłumacz używa Hann i Han oraz Wei i Weei, aby odróżnić państwa chińskie o podobnie brzmiących nazwach.

### Transkrypcja graficzna Wielucha (1936)
Została przedstawiona przez Domana Wielucha w jego Słowniku chińsko-polskim do czytania tekstów chińskich z 1936 roku, a następnie rekomendowana przez ucznia Wielucha, Jana Wyplera, w napisanej po polsku i niemiecku rozprawce Jak można łatwo nauczyć się po chińsku z 1939 roku. W przeciwieństwie do innych systemów, system Wielucha nie był transkrypcją fonetyczną, lecz grafemiczną – opierał się wyłącznie na postaci graficznej znaków chińskich, miał opisywać ich wygląd, a nie wskazywać wartość fonetyczną. Wieluch dzielił sinogramy na wyróżnione przez siebie elementy w liczbie ok. 250 (podobnie jak w przypadku klasycznej chińskiej metody kluczy – ale niektóre klucze dzielił na mniejsze części, a przede wszystkim dzielił na elementy część pozostałą sinogramu, potocznie zwaną „fonetyczną”), które zapisywał przy użyciu krótkich angielskich wyrazów, liter, symboli chemicznych itp. Np. znak 月 transkrybowany był jako „bit”, 前 jako „of-a-bit-n”, 看 jako „had-eye” itp.
Zdaniem Wyplera, umożliwiało to publikację chińskich tekstów „pomimo braku czcionki chińskiej” oraz ich lekturę bez znajomości wymowy. Autor proponował, aby opublikować według systemu Wielucha wszystkie chińskie teksty klasyczne. Wypler uważał, że dzięki metodzie Wielucha każdy zainteresowany będzie mógł bez większych problemów czytać teksty chińskie bez znajomości języka chińskiego, i jako zwolenników tej metody wymieniał Wacława Sieroszewskiego i Witolda Jabłońskiego. System Wielucha spotkał się z pewnym zainteresowaniem na świecie, m.in. w Australii, ale ostatecznie został zapomniany. Jeszcze w 1937 roku na łamach I numeru Polskiego Biuletynu Orientalistycznego skrytykował plany Wielucha nestor polskiej orientalistyki (ale nie sinolog) prof. Stanisław Schayer, wykazując się całkowitym niezrozumieniem idei dydaktycznej Wielucha i twierdząc, że nadzieje na jej wprowadzenie są „wyssane z palca”, bo sinologowie nigdy nie odejdą od tradycji. Pomimo to, po II wojnie światowej, gdy Wieluch osiedlił się w Danii, jego system był tam stosowany z powodzeniem w nauczaniu języka chińskiego, a książka The graphic transcription of literary Chinese characters została wydana w Amsterdamie z bardzo pozytywną przedmową światowej sławy sinologa Bernharda Karlgrena.

### Wade-Giles po polsku (1960)
Spolszczona wersja anglojęzycznej transkrypcji Wade'a-Gilesa była stosowana m.in. przez Witolda Rodzińskiego, najpierw w zredagowanym przez niego polskim wydaniu książki Szang Jüe pt. Dzieje Chin (1960), a potem w jego własnej Historii Chin (1974). Było to wygodne rozwiązanie dla autora, który publikował po angielsku i korzystał z anglojęzycznych źródeł. Rodziński odrzucał hanyu pinyin, tłumacząc, że ta transkrypcja nie jest rozpowszechniona na Zachodzie.
Rodziński spolszczył brytyjską transkrypcję według następujących zasad:
- ch→cz, sh→sz, hs→s (przed ü jako ś), j→ż, ieh→ie, ih→y, üeh→üe, szu/ssu→sy, y→j, erh→er;
- w pozostawiał niezmienione, tłumacząc, że ma wymowę podobną do ł;
- apostrof oznaczający przydech zapisywał jako h, np. t'ang→thang, lecz z wyjątkiem ts' i tz' ;
- głoski bezprzydechowe zapisywał jako dźwięczne, np. tang→dang[21].

### Transkrypcja PWN (1962)
Została opracowana na potrzeby Wielkiej Encyklopedii Powszechnej PWN (wyd. w latach 1962-69). Opierała się na transkrypcji sinologicznej, jednak z pewnymi zmianami: m.in. pomijano oznaczanie przydechu przy pomocy apostrofu, zaś ts zapisywano jako c (stąd np. Mao Ce-tung zamiast Mao Tse-tung). Zapis nazw miejscowych uproszczono, zapisując je bez dywizów. Ze względu na łatwość wymowy, zyskała sporą popularność wśród polskich autorów. Pomimo swojej prostoty transkrypcja ta posiadała pewne mankamenty – ze względu na pominięcie przydechów różne nazwy brzmiały często identycznie, m.in. nazwy miast Zhangzhou i Changzhou miały w transkrypcji PWN taką samą postać: Czangczou.
Transkrypcja ta była stosowana we wszystkich kolejnych encyklopediach PWN-owskich do 1993 roku, kiedy to zastąpiono ją pinyinem. Transkrypcję tę stosuje też Encyklopedia Katolicka.

## Tabela porównawcza
Tabela ukazuje transkrypcje zagraniczne i odpowiadające im transkrypcje polskie. W pierwszej części są to transkrypcje francusko-angielskie: Wade-Giles i oparty na nim system Rodzińskiego oraz rodzina transkrypcji wywodzących się od EFEO (systemy Richtera (1930) i Jaworskiego występują razem, bo różnice pomiędzy nimi są kosmetyczne). Następnie przedstawiony został hanyu pinyin i transkrypcja rosyjska Palladiusza wraz z pochodnymi polskimi systemami – charbińskim i II transkrypcją Jabłońskiego.
| IPA | W.G. | Rodziński | EFEO             | Kotwicz          | Rich./Jaw.       | Jabłoński I      | Jaw.-Jabł./PAU   | PAU – Künstler   | Pinyin  | Gawlikowski | Ros.         | Charb.  | Jabłoński II |
| --- | ---- | --------- | ---------------- | ---------------- | ---------------- | ---------------- | ---------------- | ---------------- | ------- | ----------- | ------------ | ------- | ------------ |
| p   | p    | p         | p                | p                | p                | p                | p                | p                | b       | b           | б            | b       | b            |
| pʰ  | p'   | ph        | p'               | p'               | p'               | p'               | p'               | p'               | p       | p           | п            | p       | p            |
| m   | m    | m         | m                | m                | m                | m                | m                | m                | m       | m           | м            | m       | m            |
| f   | f    | f         | f                | f                | f                | f                | f                | f                | f       | f           | ф            | f       | f            |
| t   | t    | t         | t                | t                | t                | t                | t                | t                | d       | d           | д            | d       | d            |
| tʰ  | t'   | th        | t'               | t'               | t'               | t'               | t'               | t'               | t       | t           | т            | t       | t            |
| n   | n    | n         | n                | n                | n                | n                | n                | n                | n       | n           | н            | n       | n            |
| l   | l    | l         | l                | l                | l                | l                | l                | l                | l       | l           | л            | l/ł (4) | l            |
| k   | k    | k         | k                | k                | k                | k                | k                | k                | g       | g           | г            | g       | g            |
| kʰ  | k'   | kh        | k'               | k'               | k'               | k'               | k'               | k'               | k       | k           | к            | k       | k            |
| h   | h    | h         | h                | h                | h                | h                | h                | h                | h       | h           | х            | ch      | h            |
| ts  | ts   | ts        | ts               | c                | ts               | c/ts             | ts               | ts               | z       | dz          | цз           | dz      | dz           |
| tsʰ | ts'  | ts'       | ts'              | c'               | ts'              | c'/ts'           | ts'              | ts'              | c       | c           | ц            | c       | c            |
| tʂ  | ch   | cz        | tch              | cz               | cz               | cz               | cz               | cz               | zh      | dż          | чж           | dż      | dż           |
| tʂʰ | ch'  | cz'       | tch'             | cz'              | cz'              | cz'              | cz'              | cz'              | ch      | cz          | ч            | cz      | cz           |
| tɕ  | ch   | cz        | k(i/ü)/ts(i/ü)   | k(i/ü)/ts(i/ü)   | k(i/ü)/ts(i/ü)   | k(i/ü)/ts(i/ü)   | k(i/ü)/ts(i/ü)   | k(i/ü)/ts(i/ü)   | j       | dź          | цз           | dz(i)   | dz(i)        |
| tɕʰ | ch'  | cz'       | k'(i/ü)/ts'(i/ü) | k'(i/ü)/ts'(i/ü) | k'(i/ü)/ts'(i/ü) | k'(i/ü)/ts'(i/ü) | k'(i/ü)/ts'(i/ü) | k'(i/ü)/ts'(i/ü) | q       | ć           | ц (1)        | c(i)    | c(i)         |
| ɕ   | hs   | s/ś       | h(i/ü)/s(i/ü)    | h(i/ü)/s(i/ü)    | h(i/ü)/s(i/ü)    | h(i/ü)/s(i/ü)    | h(i/ü)/s(i/ü)    | h(i/ü)/s(i/ü)    | x       | ś           | с            | s(i)    | s(i)         |
| ʐ   | j    | ż         | j                | ż                | ż                | ž                | ż                | ż                | r       | ż           | ж            | ż       | ż            |
| w   | w    | w         | ou/w             | w                | w                | w                | w                | w                | w       | w           | в            | w       | w            |
| j   | y    | j         | i/y              | j                | j                | j                | j                | j                | y       | j           | brak (2)     | j       | j            |
| ɤ   | o/ê  | o         | ö/é              | o/e              | e                | ê                | ê                | e/o              | e       | e           | э/ы          | e       | e            |
| ər  | êrh  | er        | eul              | er               | erh              | êr               | êr               | er               | er      | er          | эръ          | er      | er           |
| z̩   | û    | y         | eu               | y                | e                | y                | y                | y                | i       | y           | ы            | y       | y            |
| i   | ih   | y         | e                | i                | i/e              | i                | i                | i                | i       | i           | и/ы (3)      | i/y     | i/y          |
| y   | ü    | ü         | u                | ü                | ü                | ü                | ü                | ü                | ü/u     | ü           | юй           | iuj     | ü            |
| u   | u    | u         | ou               | u                | u                | u                | u                | u                | u       | u           | у            | u       | u            |
| ən  | ên   | en        | en               | en               | en               | ên               | ên               | en               | en      | en          | энь          | eń      | en           |
| ɤŋ  | êng  | eng       | eng              | eng              | eng              | êng              | êng              | eng              | eng     | eng         | эн           | en      | eng          |
| iɛ  | ieh  | ie        | ie               | ie               | ie               | ie               | ie               | ie               | ie      | ie          | е            | ie      | ie           |
| iɤʊ | iu   | iu        | ieou/iou         | iu               | iu               | iou              | iu               | iu               | iu      | iu          | ю            | ju      | iu           |
| iɛn | ien  | ien       | ien              | ien              | ien              | ien              | ien              | ien              | ian     | ian         | янь          | ian     | ian          |
| uo  | o/uo | o         | ouo              | uo               | uo/o             | uo/o             | uo/o             | uo               | uo      | uo          | о            | o       | uo           |
| uaɪ | uai  | uai       | ouai             | uaj              | uaj              | uaj              | uaj              | uaj              | uai     | uai         | уай          | uaj     | uai          |
| ueɪ | ui   | ui        | ouei             | uej              | uej/uj           | uj/uej(6)        | uj/uej(6)        | uj/uej(6)        | ui      | ui/uei(6)   | уй/уэй/ой(7) | uj      | ui           |
| uan | uan  | uan       | ouan             | uan              | uan              | uan              | uan              | uan              | uan     | uan         | уань         | uań     | uan          |
| uən | un   | un        | ouen             | un               | un               | un               | un               | un               | un      | un          | унь          | uń      | un           |
| yɛ  | üeh  | üe        | iue              | iüe/io           | üe/io            | üe/io            | üe               | üe               | üe/ue   | üe          | юе           | iue     | üe           |
| yɛn | üan  | üan       | iuen             | üan              | üan              | üan              | üan              | üan              | üan/uan | üan         | юань         | iuań    | üan          |
| yn  | ün   | ün        | iun              | iun              | ün               | ün               | ün               | ün               | ün/un   | ün          | юнь          | iuń     | ün           |
| yʊŋ | iung | iung      | ioung            | iung             | iung             | iung             | iung             | iung             | iong    | ?(iong) (5) | юн           | iun     | iung         |

Uwaga 1: w tabeli brak jeszcze wielu głosek, tzw. finalnych, np. „a”, „ai”, „ao”, „ei”, „ou”, ...
Uwaga 2: dla pewności, gdzie autorzy nie podają tabel transkrypcji, powyższy opis jest czysto teoretyczny – trzeba by przeanalizować zapis poszczególnych słów w tekstach, co jest bardzo pracochłonne i daje niekompletne rezultaty (nikt nie zapisuje w transkrypcji terminów we wszystkich 250/290 możliwych sylabach.
Uwaga 3: Powyższa tabela nie zawiera opisu zapisywania tonów, stosowania znaków specjalnych (apostrof, dywiz).
(1) Odróżnienie pomiędzy tɕʰ i tsʰ w rosyjskiej transkrypcji zależy od miękkości następnej spółgłoski
(2) W rosyjskiej transkrypcji nieużywane; stosuje się pojedyncze samogłoski na oznaczenie całych sylab zaczynających się do „j”
(3) Zależy od głoski poprzedzającej
(4) „ł” to efekt błędnego odczytania rosyjskiego „л”
(5) Gawlikowski nie podaje szczegółowego opisu swej transkrypcji, jedynie „sumaryczny”, trzeba więc w tekście szukać konkretnych słów – należy domniemywać, że słowo z takim zestawem byłoby zapisywane w taki sposób, jednak w przeanalizowanych tekstach sylaba z takim dźwiękiem nie pojawia się.
(6) Drugi wariant po literze „h”.
(7) Drugi i trzeci wariant po literze „х”.

## Hanyu pinyin jako uniwersalna światowa transkrypcja
W większości publikacji sinologicznych w Polsce używana jest obecnie transkrypcja pinyin.
Wady: dla przeciętnego Polaka jej poprawna wymowa wymaga treningu, np. jak prawidłowo czytać „x”, „q” itd. Wobec rosnącej w Polsce popularności j. angielskiego, prawidłowe odczytanie pinyinu wymaga odrzucenia „angielskiej” maniery wymowy.
Zalety: podanie nazw w pinyinie ułatwia przeszukiwanie zagranicznych źródeł drukowanych i elektronicznych (w większości jest on już standardem), a także chińskich słowników.

## Problem nazw geograficznych
Transkrypcja chińskich nazw geograficznych od początku prac nad systemami transkrypcyjnymi była odrębnym problemem. Choć na początku XX wieku na zachodzie przyjął się szereg transkrypcji zaproponowanych przez zachodnich autorów, to w przypadku nazw geograficznych ważną rolę odgrywał pocztowy system latynizacji, przyjęty w 1906 roku przez cesarstwo chińskie.
Choć polscy wydawcy skłaniają się obecnie ku systemowi hanyu pinyin, który jest standardem używanym we wszelkich polskich mapach i atlasach (w tym atlasach szkolnych), to w polskim nazewnictwie geograficznym nie jest on wyłączny. Powstała w 2001 r. Komisja Standaryzacji Nazw Geograficznych przy Głównym Urzędzie Geodezji i Kartografii zaleca wprawdzie stosowanie pinyinu, ale czyni od niego szereg wyjątków. Po pierwsze, dla tradycyjnych polskich egzonimów, tj. np. Pekin czy Szanghaj. Po drugie, KSNG w ostatnich latach zaproponowała szereg spolszczeń opartych na starych polskich systemach transkrypcyjnych, w tym z rodziny EFEO, np. Kuangsi, Kuejczou, Tiencin.
W przypadku niektórych nazw komisja uznała jednak, że archaizująca pisownia nie przystaje do współczesnej chińskiej wymowy, np. w 2003 roku zalecono spolszczyć Xinjiang na Sinkiang, by siedem lat później znów zmienić pisownię na Sinciang.
Wyjątek uczyniono również dla nazewnictwa z obszaru Tajwanu, gdzie dopuszczono stosowanie transkrypcji pinyin i Wade-Giles'a.